# Карр, Нейт
Нейт Карр (англ. Nathaniel «Nate» Carr; род. 24 июня 1960, Эри, Пенсильвания) — американский борец вольного стиля, чемпион и призёр Панамериканских чемпионатов и Кубка мира, бронзовый призёр летних Олимпийских игр 1988 года в Сеуле. Его брат Джимми Карр также занимался вольной борьбой, участвовал в Олимпийских играх 1972 года в Мюнхене.

## Карьера
Нейт Карр выступал в лёгкой (до 68 кг) и полусредней (до 74 кг) весовых категориях. Чемпион (1986 год) и серебряный призёр (1988) Панамериканских чемпионатов. Победитель (1986) и серебряный призёр (1989) розыгрышей Кубка мира.
На летних Олимпийских играх 1988 года в Сеуле Карр выступал в лёгком весе. Он победил венгра Аттилу Подольского, афганца Мохаммада Шира, представителя ФРГ Александра Лайпольда, австралийца Криса Брауна, канадца Дэвида Маккея, но проиграл южнокорейцу Паку Джан Суну и занял второе место в своей подгруппе. В схватке за бронзовую медаль американец победил японца Косэя Акаиси.